# Jefferson Airplane
Jefferson Airplane, später Jefferson Starship und Starship war eine US-amerikanische Rockband, die 1965 gegründet wurde.

## Bandgeschichte
Die Band wurde 1965 in San Francisco gegründet und hatte ihren ersten Auftritt am 13. August 1965 im von Marty Balin mit drei Partnern in der Filmore Street in San Francisco gegründeten Club The Matrix. Sie gilt als eine der Hauptvertreterinnen des psychedelischen Rock. Zur Stammbesetzung gehörten Grace Slick (Gesang, Piano), Marty Balin (Gitarre, Gesang), Paul Kantner (Gesang, Gitarre), Jorma Kaukonen (Gitarre, Gesang), Jack Casady (Bass) und Spencer Dryden (Schlagzeug).
1966 erschien das eher folkorientierte Debütalbum Jefferson Airplane Takes Off (noch mit Drummer Skip Spence und Sängerin Signe Toly Anderson). Im Oktober 1966 verließ Anderson die Band, da sie ein Kind erwartete und sich ihrer Familie widmen wollte. Ihre Nachfolgerin war die Sängerin Grace Slick. Das zweite Album, Surrealistic Pillow (1967), enthielt die Titel White Rabbit (eine psychedelische Interpretation der Alice-Figur aus Alice im Wunderland von Lewis Carroll) und Somebody to Love, die Slick bereits für ihre vorherige Band The Great Society komponiert und (allerdings mit weniger Erfolg) gesungen hatte. Beide Stücke sollten die bekanntesten der Band werden.
Es folgten die Alben After Bathing at Baxter’s (1967), Crown of Creation (1968), Bless Its Pointed Little Head (Live, 1969) und Volunteers (1969). Letzteres bringt die typische Stimmung der späten 1960er Jahre zum Ausdruck: Die Hippie-Bewegung mit ihrer Sehnsucht nach dem einfachen Leben und ländlichen Musizierformen ist darauf genauso vertreten wie der jugendliche Protest gegen den Vietnamkrieg (im Titelsong des Albums). Aus diesem Grunde trat die Band auch beim Woodstock-Festival auf, wo sie am Morgen des 17. August 1969 den durch regenbedingte Wartepausen lang gewordenen zweiten Tag des Festivals beendete. Slick kündigte an, dass die Band ein wenig „morning maniac music“ spielen wolle und erwähnte dabei nur ihren Pianisten Nicky Hopkins namentlich. Dazu gehörte auch der Song Volunteers.
Beim Altamont Free Concert am 6. Dezember 1969 traten Jefferson Airplane als eine der Vorgruppen der Rolling Stones auf. Als Marty Balin versuchte, angesichts der gewalttätigen Ausschreitungen der mit dem Ordnungsdienst beauftragten Hells Angels einzugreifen, wurde er auf der Bühne bewusstlos geschlagen. Während des anschließenden Auftritts der Rolling Stones eskalierte die Situation weiter und führte zum Tod des Konzertbesuchers Meredith Hunter durch einen Hells Angel.
Im Frühjahr 1970 verließen Marty Balin und Spencer Dryden die Band. Es kam zu weiteren personellen Wechseln und die Musiker begannen, in lockeren Formationen außerhalb der Band zu arbeiten. Nachdem ihr bisheriges Label Wörter wie „fuck“ unkenntlich gemacht hatte, gründete die Band 1971 ihre eigene Plattenfirma Grunt. Es entstanden die Alben Bark (1971), Long John Silver (1972) sowie das Live-Album Thirty Seconds Over Winterland (1973), auf dem der Geiger Papa John Creach als festes Gruppenmitglied firmiert. 1974 brachte Grunt Records Early Flight heraus, eine Zusammenstellung früher Songs aus den Jahren von 1965 bis 1970, die vorher noch nicht auf LP veröffentlicht worden waren. 1989 folgte ein nur mit dem Bandnamen betiteltes Album in der Originalbesetzung von 1967. 2004 erschien die DVD Fly Jefferson Airplane.
1973 beendete Paul Kantner das Kapitel Jefferson Airplane und gründete die Band unter dem Namen Jefferson Starship neu.
1996 wurden Jefferson Airplane in die Rock and Roll Hall of Fame aufgenommen.
Der Schlagzeuger Joey Covington starb bei einem Autounfall am 4. Juni 2013 in Palm Springs, Kalifornien. Die Gründungsmitglieder Signe Toly Anderson und Paul Kantner verstarben beide am 28. Januar 2016 nach längerer Krankheit. Marty Balin starb am 27. September 2018.
Am 14. Oktober 2022 enthüllten Grace Slick, Jack Casady und Jorma Kaukonen in Hollywood die 2737. Sternenplakette auf dem Walk of Fame, die Jefferson Airplane gewidmet ist.

## Diskografie
als Jefferson Starship
als Starship

### Studioalben
| Jahr | Titel                        | Höchstplatzierung, Gesamtwochen, AuszeichnungChartplatzierungen (Jahr, Titel, Platzierungen, Wochen, Auszeichnungen, Anmerkungen) | Höchstplatzierung, Gesamtwochen, AuszeichnungChartplatzierungen (Jahr, Titel, Platzierungen, Wochen, Auszeichnungen, Anmerkungen) | Anmerkungen                                                                                |
| Jahr | Titel                        | UK | US | Anmerkungen                                                                                |
| ---- | ---------------------------- | --- | --- | ------------------------------------------------------------------------------------------ |
| 1966 | Jefferson Airplane Takes Off | — | US128 (11 Wo.)US | Erstveröffentlichung: 15. August 1966                                                      |
| 1967 | Surrealistic Pillow          | UK— SilberUK | US3 Platin · (56 Wo.)US | Erstveröffentlichung: 1. Februar 1967 Grammy Hall of Fame; Platz 146 der Rolling-Stone-500 |
| 1967 | After Bathing at Baxter’s    | — | US17 (23 Wo.)US | Erstveröffentlichung: 27. November 1967                                                    |
| 1968 | Crown of Creation            | — | US6 Gold · (25 Wo.)US | Erstveröffentlichung: 18. August 1968                                                      |
| 1969 | Volunteers                   | UK34 (7 Wo.)UK | US13 Gold · (44 Wo.)US | Erstveröffentlichung: 2. November 1969 Platz 370 der Rolling-Stone-500                     |
| 1971 | Bark                         | UK42 (1 Wo.)UK | US11 Gold · (21 Wo.)US | Erstveröffentlichung: September 1971                                                       |
| 1972 | Long John Silver             | UK1 (57 Wo.)UK | US20 Gold · (21 Wo.)US | Erstveröffentlichung: 20. Juli 1972                                                        |
| 1989 | Jefferson Airplane           | — | US85 (7 Wo.)US | Erstveröffentlichung: 22. August 1989                                                      |

### Livealben
| Jahr | Titel                                                                        | Höchstplatzierung, Gesamtwochen, AuszeichnungChartplatzierungen (Jahr, Titel, Platzierungen, Wochen, Auszeichnungen, Anmerkungen) | Höchstplatzierung, Gesamtwochen, AuszeichnungChartplatzierungen (Jahr, Titel, Platzierungen, Wochen, Auszeichnungen, Anmerkungen) | Höchstplatzierung, Gesamtwochen, AuszeichnungChartplatzierungen (Jahr, Titel, Platzierungen, Wochen, Auszeichnungen, Anmerkungen) | Anmerkungen                        |
| Jahr | Titel                                                                        | AT | UK | US | Anmerkungen                        |
| ---- | ---------------------------------------------------------------------------- | --- | --- | --- | ---------------------------------- |
| 1969 | Bless Its Pointed Little Head                                                | — | UK39 (1 Wo.)UK | US17 (20 Wo.)US | Erstveröffentlichung: Februar 1969 |
| 1973 | Thirty Seconds over Winterland                                               | — | — | US52 (16 Wo.)US | Erstveröffentlichung: April 1973   |
| 2024 | Sweeping Up the Spotlight – Live at the Fillmore East, 28.–29. November 1969 | AT69 (1 Wo.)AT | — | — | Erstveröffentlichung: August 2007  |

grau schraffiert: keine Chartdaten aus diesem Jahr verfügbar
Weitere Livealben
- 1967: Jefferson Airplane. Recorded on Saturday 17th June, 1967 at the second night of the Monterey Festival
- 1990: Live at the Monterey Festival (17. Juni 1967)
- 1995: White Rabbit – Live
- 1996: Feed Your Head: Live ’67–’69
- 1998: Live at the Fillmore East (3.–4. Mai 1968)
- 1998: Greatest Hits Live
- 2002: Today – Live
- 2006: At Golden Gate Park (Live 7. Mai 1969)
- 2006: High Flying Bird: Live at the Monterey Festival
- 2007: Last Flight (Live 22. September 1972, 2 CDs)
- 2007: At the Family Dog Ballroom (Live 6. September 1969)
- 2007: Feels Like '67 Again – Live CD Winterland Concerts 1967
- 2008: Plastic Fantastic Airplane (Liveaufnahmen aus verschiedenen Konzerten) (HHO Multimedia LTD. London)
- 2008: Timeless Classics Live
- 2009: Acoustic Warrior – Live IMAC 99 (2 CDs)
- 2010: Live at the Fillmore Auditorium 25.-27. November 1966 (We Have Ignition) (2 CDs)
- 2010: Live at the Fillmore Auditorium 15. Oktober 1966 (Late Show – Signe’s Farewell)
- 2010: Live at the Fillmore Auditorium 16. Oktober 1966 (Early & Late Shows – Grace’s Debut)
- 2010: Setlist: The Very Best of Jefferson Airplane Live
- 2016: Nothing in Particular (Concertgebouw, Amsterdam, 15. September 1968)

### Kompilationen
| Jahr | Titel                           | Höchstplatzierung, Gesamtwochen, AuszeichnungChartsChartplatzierungen (Jahr, Titel, Platzierungen, Wochen, Auszeichnungen, Anmerkungen) | Anmerkungen                          |
| Jahr | Titel                           | US | Anmerkungen                          |
| ---- | ------------------------------- | --- | ------------------------------------ |
| 1970 | The Worst of Jefferson Airplane | US12 Platin · (40 Wo.)US | Erstveröffentlichung: November 1970  |
| 1974 | Early Flight                    | US110 (8 Wo.)US | Erstveröffentlichung: Februar 1974   |
| 1977 | Flight Log                      | US37 Gold · (15 Wo.)US | Erstveröffentlichung: 7. Januar 1977 |
| 1987 | 2400 Fulton St.                 | US138 (9 Wo.)US | Erstveröffentlichung: März 1987      |

Weitere Kompilationen
- 1968: Jefferson Airplane’s Golden Album
- 1970: Jefferson Airplane
- 1976: Surrealistic Airplane (2 LPs)
- 1978: The Best of Jefferson Airplane
- 1979: Éxitos de Jefferson Airplane
- 1980: Greatest Hits
- 1980: The Rock Wave (mit War und Grateful Dead)
- 1980: Rarities
- 1980: Rock Galaxy (2 LPs)
- 1982: The San Francisco Sounds of Jefferson Airplane
- 1982: V. I. P.
- 1984: Time Machine
- 1988: Jefferson Airplane – The Collection
- 1990: White Rabbit & Other Hits
- 1991: Jefferson Airplane Loves You (Box mit 3 CDs)
- 1992: Loves You
- 1993: The Best of Jefferson Airplane
- 1995: Somebody to Love and other Great Hits
- 1996: Journey: The Best of Jefferson Airplane
- 1997: The Masters
- 1997: The Gold Collection – Classic Performances (2 CDs)
- 1997: Nothing’s Gonna Stop Us Now – Best (Jefferson Airplane, Jefferson Starship und Starship)
- 1998: Hits (Jefferson Airplane, Jefferson Starship und Starship)
- 2001: The Roar of Jefferson Airplane
- 2001: Greatest Hits (Jefferson Airplane, Jefferson Starship und Starship)
- 2003: Platinum & Gold Collection
- 2004: The Best of Jefferson Airplane: Somebody to Love
- 2005: The Essential Jefferson Airplane (2 CDs)
- 2007: The Very Best of Jefferson Airplane (2 CDs)
- 2010: The Best Of (UK: Silber)
- 2015: White Rabbit: The Ultimate Jefferson Airplane Collection (Box mit 3 CDs)

### Singles
| Jahr | Titel Album                                            | Höchstplatzierung, Gesamtwochen, AuszeichnungChartplatzierungen (Jahr, Titel, Album, Platzierungen, Wochen, Auszeichnungen, Anmerkungen) | Höchstplatzierung, Gesamtwochen, AuszeichnungChartplatzierungen (Jahr, Titel, Album, Platzierungen, Wochen, Auszeichnungen, Anmerkungen) | Höchstplatzierung, Gesamtwochen, AuszeichnungChartplatzierungen (Jahr, Titel, Album, Platzierungen, Wochen, Auszeichnungen, Anmerkungen) | Anmerkungen                         |
| Jahr | Titel Album                                            | DE | UK | US | Anmerkungen                         |
| ---- | ------------------------------------------------------ | --- | --- | --- | ----------------------------------- |
| 1967 | Somebody to Love Surrealistic Pillow                   | DE20 (2 Wo.)DE | UK— SilberUK | US5 Gold · (15 Wo.)US | Erstveröffentlichung: 1. April 1967 |
| 1967 | White Rabbit Surrealistic Pillow                       | — | UK— GoldUK | US8 ×2Doppelplatin · (10 Wo.)US | Erstveröffentlichung: 24. Juni 1967 |
| 1967 | Ballad of You & Me & Pooneil After Bathing at Baxter’s | — | — | US42 (6 Wo.)US | Erstveröffentlichung: August 1967   |
| 1967 | Watch Her Ride After Bathing at Baxter’s               | — | — | US61 (4 Wo.)US | Erstveröffentlichung: 1967          |
| 1968 | Greasy Heart Crown of Creation                         | — | — | US98 (3 Wo.)US | Erstveröffentlichung: 1968          |
| 1968 | Crown of Creation                                      | — | — | US64 (6 Wo.)US | Erstveröffentlichung: 1968          |
| 1969 | Volunteers                                             | — | — | US65 (10 Wo.)US | Erstveröffentlichung: Oktober 1969  |
| 1971 | Pretty as You Feel Bark                                | — | — | US60 (10 Wo.)US | Erstveröffentlichung: 1971          |

Weitere Singles
- 1966: My Best Friend
- 1966: Bringing Me Down
- 1967: It’s No Secret
- 1968: If You Feel Like China Breaking
- 1968: Conejo blanco
- 1969: Plastic Fantastic Lover (Live)
- 1969: White Rabbit
- 1970: Mexico
- 1970: She Has Funny Cars
- 1972: Long John Silver
- 1972: Twilight Double Leader
- 1987: 2400 Fulton Street – An Anthology (12inch Promo)
- 1989: Planes
- 1989: Summer of Love
- 1990: True Love

### Videoalben
- 1989: Radio City Music Hall Concert
- 2004: Fly Jefferson Airplane

### Boxsets
- 2001: Ignition (4 CDs)
- 2008: Original Album Classics (Box mit 5 CDs)
- 2008: Flight Box (Box mit 3 CDs)
- 2011: Original Album Classics (Box mit 3 CDs)

## Auszeichnungen für Musikverkäufe
| Goldene Schallplatte - Italien - 2024: für die Single Somebody to Love |

Anmerkung: Auszeichnungen in Ländern aus den Charttabellen bzw. Chartboxen sind in ebendiesen zu finden.
| Land/RegionAuszeichnungen für Musikverkäufe (Land/Region, Auszeichnungen, Verkäufe, Quellen) | Silber     | Gold       | Platin       | Verkäufe   | Quellen   |
| -------------------------------------------------------------------------------------------- | ---------- | ---------- | ------------ | ---------- | --------- |
| Italien (FIMI)                                                                               | —          | Gold1      | —            | 50.000     | fimi.it   |
| Vereinigte Staaten (RIAA)                                                                    | —          | 17× Gold17 | 9× Platin9   | 17.500.000 | riaa.com  |
| Vereinigtes Königreich (BPI)                                                                 | 3× Silber3 | Gold1      | 2× Platin2   | 1.920.000  | bpi.co.uk |
| Insgesamt                                                                                    | 3× Silber3 | 19× Gold19 | 11× Platin11 |            |           |